# Cmentarz Żołnierzy Radzieckich na Skowroniej Górze
Cmentarz Żołnierzy Radzieckich na Skowroniej Górze – wrocławska wojenna nekropolia żołnierzy Armii Czerwonej poległych lub zmarłych w wyniku ran i chorób w czasie oblężenia Wrocławia w 1945 roku. Pochowano tu około 7,5 tysiąca żołnierzy, pochodzących głównie z 6. Armii I Frontu Ukraińskiego pod dowództwem generała Władimira Głuzdowskiego.  
W roku 1945 w tym miejscu położonym w sąsiedztwie kompleksu cmentarzy katolickich i ewangelickich znajdowało się pole tymczasowego pochówku poległych czerwonoarmistów, jedno z ośmiu takich pól grzebalnych we Wrocławiu i najbliższych okolicach. W latach 1947–48 w ramach akcji porządkowania mogił poległych żołnierzy cmentarz na Skowroniej Górze wybrano jako miejsce docelowe pochówku wszystkich poległych w czasie oblężenia Wrocławia. Szczątki pochowanych z pozostałych siedmiu miejsc ekshumowano i przenoszono na ten cmentarz powiększony uprzednio do powierzchni 4 hektarów. 
W latach 1965–67 dokonano przebudowy nekropolii, nadając jej kształt który przetrwał do dziś. Cmentarz jest podzielony na cztery pola złożone z trzydziestu kwater, każda z nich składa się z dwunastu mogił zbiorowych. Na niektórych mogiłach znajdują się umieszczone przez rodziny i najbliższych tabliczki upamiętniające pochowanych żołnierzy. W roku 1967 odsłonięto pomnik autorstwa Łucji Skomorowskiej wykonany z różnokolorowych odmian granitu, poszczególne elementy tworzące całość pomnika odnoszą się do kwater tworzących nekropolię – na każdym z nich wykute są nazwiska poległych oraz liczba nieznanych pochowanych w odpowiadającej mu kwaterze cmentarza.